# Złotoryja (Jaworze Dolne)
Złotoryja – część wsi Jaworze Dolne w Polsce, położona w województwie podkarpackim, w powiecie dębickim, w gminie Pilzno.
Dawniej samodzielna wieś i gmina jednostkowa. Następnie stanowiła część Gołęczyny.
W latach 1975–1998 wieś administracyjnie należała do województwa tarnowskiego.